# Leezener Au
Die Leezener Au ist ein Fluss im Kreis Segeberg im deutschen Bundesland Schleswig-Holstein. 
Der Fluss hat eine Länge von ca. 5,2 km, hat seinen Ursprung als Abfluss des Neversdorfer Sees in Leezen und mündet bei Kükels in den Mözener See.